# Marengo (Pferd)

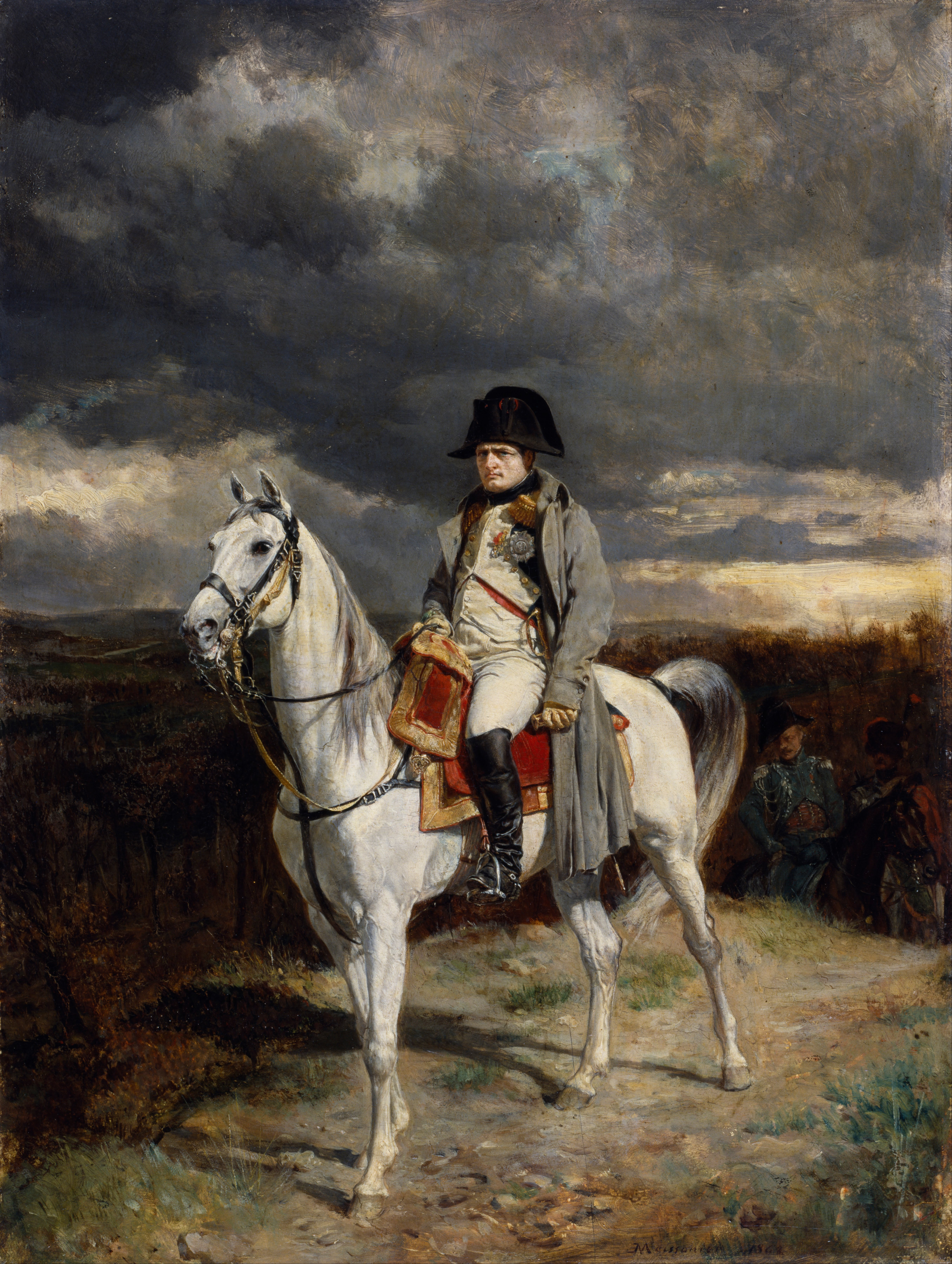
„Napoleon I“ (Napoleon auf Marengo reitend), Gemälde von Jean-Louis-Ernest Meissonier, 1862

Marengo (1793–1831) war ein Reit- und Kriegspferd Napoleon Bonapartes. 

## Geschichte

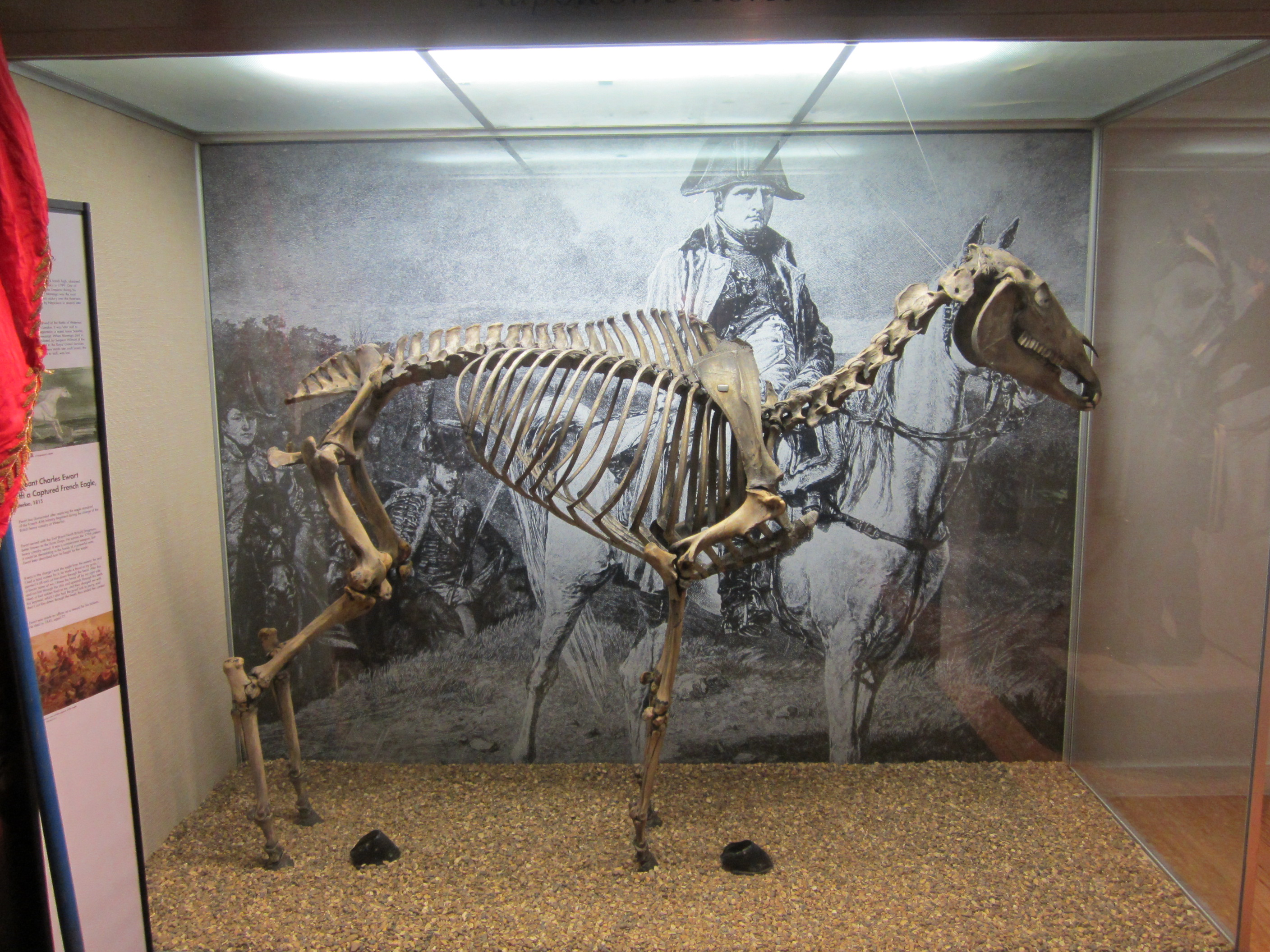
Skelett von Marengo im National Army Museum

Marengo war ein kleiner arabischer Schimmelhengst, dessen Stockmaß nur 1,45 m betrug. Er stammte wahrscheinlich aus dem Gestüt El Naseri und wurde ein Jahr nach der Schlacht von Aboukir als Sechsjähriger aus Arabien importiert. Benannt wurde Marengo nach der Schlacht bei Marengo, wo Napoleon ihn ritt. Trotz eines Streifschusses, der zugleich Napoleons Stiefel traf, erwies sich der Schimmel in der umkämpften Schlacht als ungewöhnlich zuverlässig.
Marengo wird als schnell, geschickt, mutig und schussfest beschrieben. Er wurde achtmal in der Schlacht verwundet. Berichten zufolge war Marengo in der Lage, die Strecke von 129 km von Valladolid nach Burgos in fünf Stunden zu galoppieren. Er trug Napoleon in den Schlachten von Austerlitz, Jena und Wagram und überlebte den Russlandfeldzug. Beim Rückzug rutschte er jedoch aus und warf dabei den Kaiser ab. Das hatte zur Folge, dass Napoleon ihn längere Zeit nicht mehr ritt und auch nicht mit nach Elba nahm.
Zu Beginn der Schlacht bei Waterloo entschied sich Napoleon noch einmal für Marengo als Reitpferd. Während der Schlacht erlitt er eine Lendenverwundung, worauf der Kaiser das Pferd wechselte. Marengo wurde von englischen Soldaten erbeutet und von Lord Petre nach England gebracht, wo er sich schnell erholte. General Angerstein kaufte ihn und bot ihn für eine Gebühr von zehn Guineen als Deckhengst an. Den Versuchen, Marengo auf dem Gestüt in New Barnes bei Ely als Deckhengst einzusetzen, war wenig Erfolg beschieden. 
Marengo starb im Alter von 38 Jahren. General Angerstein ließ einen Huf zu einer Schnupftabakdose umformen. Das Skelett ist heute im National Army Museum in London ausgestellt.

## Weitere Reitpferde Napoleons
- Coco war normannischer Abstammung und wurde auf Elba besonders verwöhnt.
- Marie. Auf diese Stute wechselte Napoleon während der Schlacht bei Waterloo nach Marengos Verletzung.
- Roitelet. Bei ihm handelte es sich wahrscheinlich um eine Kreuzung englisch-französischer Zucht. Bei einer Truppenparade zwang er Napoleon zum Absteigen. Er wurde von ihm erst wieder benutzt, nachdem Marengo in Russland gestürzt war. Roitelet überstand eine Verwundung und wurde nach Elba mitgenommen.
- Tauris. Die weiße Stute war ein Geschenk des Zaren. Napoleon nahm sie mit in den Russlandfeldzug, setzte sie aber selten im Kampf ein, da er ihre Schönheit schätzte. Auch sie war auf Elba bei ihm.
- Vizir – ein weiteres Kriegspferd Napoleon Bonapartes
- Wagram. Bei diesem Pferd handelte es sich um einen grauen Araber.